# 水と緑の物語
『水と緑の物語』（みずとみどりのものがたり）は、KBC九州朝日放送が1997年から毎年8月に放送している特別番組。
KBCが、毎年5月4日から9月30日まで展開している地球環境意識向上活動「水と緑のキャンペーン」の中心核となる特別番組。

## 概要
1997年、KBC創立45周年事業としてスタートした「水と緑のキャンペーン」は、地域の自然と環境を守るためのチャリティーを呼びかけて、環境問題に関する意識を高める活動で、「水と緑の基金」として九州での災害に対する募金活動を行っている。
当番組は当該キャンペーンの中核として、毎年8月の第1もしくは第2土曜日に放送している。地域の環境問題や海外の自然のレポート、番組独自の環境に関係したイベントを開催し、これをVTR取材と生中継、そしてスタジオの進行で展開する。

## 歴史

### 25時間番組として
第1回（1997年）から第4回（2000年）までは、金曜日から土曜日にかけて、全国ニュースやゴールデンタイムの全国ネットの番組をはさみながら、25時間にわたって放送された。第1回の総合司会は沢田幸二アナウンサーと加藤恭子アナウンサー、村仲ともみ。中継レポーターに立松和平（作家）と武内裕之アナウンサーが、福岡を流れる筑後川、遠賀川の流域の話題を移動中継でレポートした。
深夜にもさまざまな企画も数多く放送され、第1回から第3回までは「水と緑」に関する討論会「福岡版・朝まで生討論」を放送。第3回（1999年）では、この年に福岡県で発生した水害を受けて「水の防災」に関する討論番組も企画された。また、討論のあと、未明の時間帯には第1回に「番組揃い踏みネイチャリングアンコール」と題して、KBCテレビの自社制作番組のキャスター、レポーターが総登場。各番組でこれまでに放送した、水と緑にちなんだVTRを紹介。後にこの企画は独立、深夜の特別番組「夜はスッポン」として年数回、各番組の総集編を深夜の4時間に亘って生放送で紹介する番組になった。
25時間テレビとしては最後となった2000年（第4回）には、同局の深夜生番組「ドォーモ」出演陣による大型ロケ企画「絶景撮ってこい」（出演：山本華世、スター高橋、渡辺正幸、岡本啓）「ガンジス大紀行」（出演：斉藤ふみ）が深夜3時間に亘って放送され、加えて未明から早朝までは、前出の「夜はスッポン」が放送されるなど、バラエティ色の強い企画が放送された。

### 8時間番組として
第5回記念大会（2001年）より、8月第1土曜日の8時間番組「真夏のエコスペシャル」となった。
平日朝の情報番組「アサデス。」のレポーター・西田たかのりが放送時間を通してマラソンに挑戦する企画や、「ドォーモ」が展開する「一日限りの海の家」、報道局による諫早湾干拓事業に関するレポートなど、硬軟とりまぜた自然に関する企画が放送されており、KBCが制作するテレビ番組のキャスター・レポーター・局アナウンサーがほぼ総動員で取材や中継、またスタジオに出演している。
取材は放送エリアの福岡・佐賀に限らず、九州はもとより国内・海外を問わず精力的に取材に出て、さまざまな話題を紹介している。

放送日は全国高等学校野球選手権大会の初日と重なることが多く、朝日放送→ABCテレビ制作『全国高校野球選手権大会中継』のうち、テレビ朝日系列全国ネットが行われる開会式がKBCテレビに限り放送されない年もあった。2016年と2020・2021年は9月第3土曜日の放送ヘ変更となった為この事態は一旦解消された。2022年（令和4年）は再び8月第1土曜日の放送に戻されたが、同日に行われた甲子園の開会式は放送され、ネット受け終了後の9時30分から本番組がスタートした。
2022年放送の第26回は当初長岡大雅と岡田理沙で総合司会を予定していたが、8月1日に長岡が新型コロナウィルスに感染。（長岡がMCを務めるシリタカ!や本人のツイッターで発表）放送日当日（8月6日）が自宅待機による療養中であり出演不可となった為、急遽宮本啓丞が代行を務めた。
2023年は8月11日（この日は山の日の祝日）に史上初めて金曜日に放送されたが、放送日当日のアサデス。KBCは通常通り、シリタカ!は当番組の延長戦として放送。（なおラジオ版の放送は同日の13時から17時55分まで放送）

## 各年の放送概要
| 回数 | 放送日           | テーマ                         | テレビ総合司会                 | ラジオ総合司会         | テーマ曲                      | 募金総額    |
| ---- | ---------------- | ------------------------------ | ------------------------------ | ---------------------- | ----------------------------- | ----------- |
| 1    | 1997年8月1日･2日 |                                | 沢田幸二、加藤恭子、村仲ともみ |                        |                               |             |
| 2    | 1998年8月7日･8日 |                                | 沢田幸二、加藤恭子             |                        |                               |             |
| 3    | 1999年8月6日･7日 |                                | 沢田幸二、加藤恭子             |                        |                               |             |
| 4    | 2000年8月5日     |                                | 武内裕之、影平晶               |                        |                               |             |
| 5    | 2001年8月4日     |                                | 武内裕之、近藤鉄太郎、徳永玲子 |                        |                               |             |
| 6    | 2002年8月3日     |                                | 近藤鉄太郎、徳永玲子           |                        |                               |             |
| 7    | 2003年8月2日     |                                | 近藤鉄太郎、徳永玲子           |                        |                               |             |
| 8    | 2004年8月1日     |                                | 近藤鉄太郎、徳永玲子           |                        |                               |             |
| 9    | 2005年8月6日     |                                | 近藤鉄太郎、徳永玲子           |                        |                               |             |
| 10   | 2006年8月5日     |                                | 近藤鉄太郎、柴田恵理           |                        | mihimaru GT「楽園」           |             |
| 11   | 2007年8月4日     | 未来に残したいタカラモノ       | 高島宗一郎、山本華世           |                        | AKB48「未来の果実」           |             |
| 12   | 2008年8月2日     | ふるさとを救え!                | 高島宗一郎、山本華世           |                        | 藤井フミヤ「未来永劫」        |             |
| 13   | 2009年8月1日     | LIFE…ふるさとを救え!           | 高島宗一郎、山本華世           |                        | 西野カナ「Life goes on...」   |             |
| 14   | 2010年8月7日     | ふるさとのこと もっと知りたい! | 高島宗一郎、山本華世           |                        | 西野カナ「このままで」        | 2,458,686円 |
| 15   | 2011年8月6日     | 未来のために、今できること     | 宮本啓丞、徳永玲子             |                        | Alice「笑顔でいられるように」 | 4,038,465円 |
| 16   | 2012年8月18日    | 未来に残したいタカラモノ       | 宮本啓丞、徳永玲子、おすぎ     |                        | SCANDAL 「Welcome home」      |             |
| 17   | 2013年8月3日     | 未来に残したいタカラモノ       | 宮本啓丞、徳永玲子             |                        | 依布サラサ 「キャッホー」     |             |
| 18   | 2014年8月16日    | 未来に残したいタカラモノ       | 宮本啓丞、徳永玲子             |                        | 依布サラサ 「キャッホー」     |             |
| 19   | 2015年8月8日     | 未来に残したいタカラモノ       | 宮本啓丞、徳永玲子             |                        | 依布サラサ 「キャッホー」     |             |
| 20   | 2016年9月17日    | 未来に残したいタカラモノ       | 宮本啓丞、徳永玲子、おすぎ     |                        | 依布サラサ 「キャッホー」     |             |
| 21   | 2017年8月5日     | 守りたいモノ つなぐコト        | 宮本啓丞、徳永玲子、おすぎ     |                        | 辻井伸行 「水と緑の物語」     |             |
| 22   | 2018年8月4日     | 食を見つめて。タベタカ！       | 宮本啓丞、徳永玲子、おすぎ     |                        | 辻井伸行 「水と緑の物語」     |             |
| 23   | 2019年8月3日     | ありがたグルメ                 | 長岡大雅、細谷めぐみ           |                        | 辻井伸行 「水と緑の物語」     |             |
| 24   | 2020年9月19日    | Voice                          | 長岡大雅、松下由依             | 川上政行、百市なるみ   | 辻井伸行 「水と緑の物語」     |             |
| 25   | 2021年9月18日    | 明日への一歩                   | 長岡大雅、松下由依             | 居内陽平、百市なるみ   | 辻井伸行 「水と緑の物語」     |             |
| 26   | 2022年8月6日     | あなたと！                     | 宮本啓丞、岡田理沙             | 居内陽平、いわぶ見梨   | 辻井伸行 「水と緑の物語」     |             |
| 27   | 2023年8月11日    | 今ここから                     | 長岡大雅、和田侑也、財津南美   | 沢田幸二、原田らぶ子   | 辻井伸行 「水と緑の物語」     |             |
| 28   | 2024年9月21日    | Discover!                      | 財津美南、山﨑萌絵             | 近藤鉄太郎、いわぶ見梨 | 辻井伸行 「水と緑の物語」     | 2,234,738円 |
| 29   | 2025年8月2日     | 未来に残したいタカラモノ       | 長岡大雅、岡田理沙             | 近藤鉄太郎、いわぶ見梨 | 辻井伸行 「水と緑の物語」     |             |

## 出演者

### 司会
- 放送内容を参照

### スタジオ出演者
- 1997年：堀田かつひこ（漫画家）、鳥越俊太郎、さだまさし
- 1998年：堀田かつひこ、鳥越俊太郎
- 1999年：堀田かつひこ、富田靖子
- 2000年：清水国明、深町健二郎
- 2001年：小松政夫、高杢禎彦
- 2002年：C・W・ニコル、赤井英和
- 2003年：森口博子、松野明美
- 2004年：照英、松野明美
- 2005年：中村征夫（写真家）、長井秀和
- 2006年：おすぎ、石塚英彦（VTR出演）
- 2007年：おすぎ、Dr.コパ
- 2009年：おすぎ、石塚英彦
- 2010年：おすぎ、石塚英彦、パンクブーブー
- 2011年：おすぎ
- 2012年：TKO
- 2013年：おすぎ、博多華丸・大吉
- 2014年：おすぎ、パンクブーブー
- 2015年：おすぎ、ピーコ、パンクブーブー、えとう窓口
- 2016年：ピーコ、石原良純、パンクブーブー
- 2017年：ピーコ、石原良純
- 2018年：ピーコ、黒木啓司、黒瀬純（パンクブーブー）、波田陽区
- 2019年：おすぎ、ピーコ、北斗晶、佐々木健介
- 2020年：おすぎ、アンミカ
- 2021年：アンミカ
- 2022年：高橋みなみ[2]
- 2023年：ぼる塾、前川清
- 2024年：ぼる塾、村重杏奈(元HKT48)[3]

## 放送内容

### 水と緑の大賞
第2回の1998年より「水と緑の大賞」を発表している。これは、KBCの放送エリア内で水や緑を育てる自然保護活動を続けている団体や個人を表彰し、活動のための資金を提供。その活動を定時放送の番組で紹介している。昨今の環境問題への関心の高さを反映して応募件数は増えている。

### 第1回(1997年)
放送日時：1997年8月1日(金) 10:00〜8月2日(土) 11:00
- 立松和平の25時間移動中継「ザ・筑後川」
筑後川水源〜天ヶ瀬温泉〜玖珠川〜原鶴温泉〜朝倉市〜城島町〜大川市
- 武内裕之の25時間移動中継「遠賀川を上る」
遠賀川河口〜芦屋町河口堰〜直方市河川敷〜直方市オートキャンプ場〜遠賀川源流点登山口
- ヘリコプター中継（レポーター：山本華世）
- 福岡吉本 真夏のガタリンピック
- さだまさし・水と緑コンサートin久米島
出演：さだまさし・石川鷹彦・ムーゼンクランツ福岡少年少女合唱団
- KBCニュースピア特集「水と緑を考える」
- 福岡版 朝まで生討論「守ろう!水源の森」
- ビーチガール・ビーチボーイ
- 番組揃い踏みネイチャリングアンコール（出演：富田薫、あいざわ薫、深町健二郎、高橋徹郎、園田哲也、中島浩二ほか）
- ウィーンの森の物語（レポーター：加藤恭子）
- ふるさとの名水
- フィナーレ〜旅の終わり

### 第2回(1998年)
- 立松和平の25時間移動中継「海岸線を行く」…門司から志摩町まで立松和平がリポート
関門海峡・和布刈公園〜三里松原海岸〜玄海町鐘崎港〜神湊漁港〜福岡市中央鮮魚市場卸売市場〜志摩町芥屋大門
- 武内裕之の25時間移動中継「背振漫遊記」…背振山系の自然を武内裕之がリポート
福岡市早良区板屋〜東背振村・トムソーヤの森〜背振山小久保山分校〜富士町北山キャンプ場〜七山村・樫原湿原〜前原市・白糸の滝
- 地区対抗小学生カレー合戦
- 発見!ふるさとの味（レポーター：村仲ともみ・山本華世・高島宗一郎）
- 変わりゆく諫早湾の四季（司会：草柳悟堂・影平晶 ゲスト：鳥越俊太郎）
- スター高橋「野生の証明」
- 朝まで生討論「どうする!廃棄物処分場」
- 特集「鎮守の森25選」
- 夜はスッポン（出演：中島浩二、深町健二郎、和田安生ほか）
一時、アナウンス部から他部署に異動していた富田薫アナウンサーが司会として復帰。
- 英彦山の峰に抱かれて
- たのくんの社会科見学
小学生のコスチュームに扮した田上和延アナウンサーが、番組協賛企業の環境活動を取材する。
- グランドフィナーレ／「水と緑の大賞」発表

### 第3回(1999年)
- 立松和平の25時間移動中継「博多湾を行く」
志賀島漁港〜田主丸町・くじらの森公園〜和白干潟〜早良区・シーサイド百道〜能古島アイランドパーク
- 武内裕之の25時間移動中継「川と武内」
佐賀県七山村〜志賀海神社〜英彦山岩屋権現〜方城町・赤煉瓦記念館〜北九州市門司区
- スター高橋・野生の証明
- 福岡版 朝まで生討論『都市防災と水と緑 〜6.29 福岡水害の教訓〜』
- ネイチャリングアンコール
「失われた海」「日本の名峰」「もりのかぞえうた総集編」「野生の瞬間スペシャル」
- 西田たかのり・ドイツでぶらり
- エコロジーな発明大集合
- 発見!ふるさとの味（レポーター：村仲ともみ・加藤暁）
- 博多湾半分横断ウルトラクイズ
- グランドフィナーレ／「水と緑の大賞」発表

### 第4回(2000年)
- 立松和平の25時間移動中継「有明海を行く」
- 西田たかのりの25時間移動中継「25時間ぶらり」…朝倉市・江川ダムからKBC本社(中央区長浜)までを歩き、募金を集める。
- 絶景撮ってこい!
北海道・知床を山本華世、西表島をスター高橋、徳之島を岡本啓・渡辺正幸が取材。街中では見ることのできない景色をカメラに収める旅企画。
- ガンジス大作戦
- 夜はスッポン（出演：沢田幸二、山本華世、武内裕之、スター高橋、コンバット満、岡本啓、宮本啓丞）
  - 過去3年の同番組の名企画（「川と武内」「博多湾半分横断ウルトラクイズ」「スター高橋・野生の証明」など）を放送。スタジオでは沢田幸二アナの進行でモノマネ合戦が展開された）
- 村仲ともみのフランス紀行
- 清水國明と行く、アウトドアキャンプ
- 西田たかのり・沖縄でぶらり
- 都会の真ん中でロッククライミング（博多大丸パサージュ広場より中継／レポーター：近藤鉄太郎）

### 第5回(2001年)
- 山本華世のブルマン大作戦
- スター高橋・斉藤ふみのNATURAL SOUND BEANS 〜音源マメ〜
自然にあふれる音（川のせせらぎ、動物の鳴き声など）を、高橋・斉藤の2人が機材をもって録音。集めた音をコンピュータで加工しT-REXの「GET IT ON」を作り上げる。
- 空き缶アート大作戦（北九州博覧会会場から生中継）
- ピンキー・西田のリサイクル隊
- エコグル弁当発表&試食会（am/pmと「気ままにLB」の共同開発弁当）
- KBCラジオ「中島浩二の音楽で行こう」との同時生放送実施
このコーナーでゲストの小松政夫がラジオのレギュラーである、ばってん荒川と久々の再会を果たす（1970年代後半にテレビ朝日系列「みごろ!たべごろ!笑いごろ!」で共演）

### 第6回(2002年)
- るり色の砂時計スペシャル
- ピンキー・西田のリサイクル隊
- PEACE!! 〜水と緑の激写対決〜（スター高橋、斉藤ふみ、岡本啓）
- 都会の真ん中で流しそうめんに挑戦（福岡大丸パサージュ広場より中継／レポーター：福田健次・北村純子）

### 第7回(2003年)
- KBC開局50周年記念「西田たかのりの激走50kmぶらソン」
- スターにしきのと行く九州自然大満喫ツアー（この企画で錦野と高橋徹郎の競演が実現）
- ドォーモ海の家（西区大原海水浴場）
KBC開局50周年､YAB・OAB開局10周年の記念特番として、12:00〜12:55はANN系九州･山口ブロックネット。山口･大分からの中継も放送された。
- 究極のソバをつくる
- チョロQのエコ旅行
電気自動車チョロQで九州・山口エリアをエコ旅行。旅先で知り合った方に電気の充電をお願いする冒険企画。
- ジャワ島の川を救え 〜豆腐で芽生えた絆〜
- MADE in九州・山口
スローフードに焦点を当て、九州・山口エリアで作られている秀逸な逸品を生産者のこだわりを交え紹介するコーナー。

### 第8回(2004年)
- 西田たかのりの激走51kmぶらソン
遠賀郡岡垣町役場前〜宗像市〜津屋崎町〜福間町〜新宮町〜KBC本社（実況：沖繁義・太田祐輔／アドバイザー：松野明美）
- ドォーモ 1日限りの海の家（宗像郡福間町・福間海水浴場）
- アサデス。農園大収穫祭（遠賀郡岡垣町・レストランぶどうの木）
放送半年前から、新人レポーターの梶川善寛が「ぶどうの木」の農園常駐管理人として生活し、農作業を体験。この他同番組のレギュラー陣が総出で農作業に参加。作り上げた野菜を調理しチャリティー販売した。
- 報道部企画「諫早湾・失われた海を見つめて」
- KBCだヨ!全員集合 番組対抗「幻」大秘境の旅
  - スリランカに幻の紅茶葉を求めて（「気ままにLB」村仲皆美）
  - 北海道に幻のナキウサギを追う（「ドォーモ」岡本啓）
  - 沖縄で幻のクマノミ楽園を見た!（「KBCニュースピア」草柳悟堂・田崎日加理）
  - インドネシアに幻のドラゴンは実在した!?（「アサデス。」高島宗一郎）
  - 幻の絶景露天風呂 in 硫黄島（「るり色の砂時計」佐藤はるみ）
- チャリティーオークション（KBC公開空地）
- 照英が感動!奇跡の海・モルディブ
- OKINAWA島唄日和
「ドォーモ」リポーター・斉藤ふみによる沖縄の島唄探訪と、石垣島出身の女性島唄ユニット・やなわらばーの海の家ライブ。
- 水と緑の大賞発表・エンディング
西田たかのりは放送中にゴールできず、放送終了後「スーパーJチャンネル」を挟み、17時55分からの番宣番組「パックン!きょろぱく」の内容を急遽差し替えてゴールの模様を生中継した。

### 第9回(2005年)
- KABU-1グランプリ2005（福岡市東区・かしいかえんより中継）
- 西田たかのり 世界最強のカブトムシを採る in インドネシア
- 究極のかき氷（大丸福岡天神店 パサージュ広場）
- 長井秀和スペシャルライブ
- アサデス。玄界小学校日記
- 今、感じたい島がある
- ドォーモ 海辺の大運動会＆海の家中継
- KBCニュースピア630 今、ゴミと向き合う
- 水と緑の大賞発表・エンディング

### 第10回(2006年)
放送日時：8月5日(土) 9:30〜17:30

この年は10周年を記念して、キャナルシティ博多からの全面公開生放送で行われた。これだけ大規模の中継放送は、KBC開局以来の試みであると、番組プロデューサーはホームページで記した。
2006年以降、メイン会場がキャナルシティ博多からの中継になった。
- ドォーモ夏祭り（ベイサイドプレイス博多埠頭）
- 西田たかのり8時間耐久PK大作戦
- 草柳悟堂・徳永玲子の筑後川生中継
- 玄界島中継 上空から見た福岡県西方沖地震被災地の現状
- 九州食鮮隊グルメンジャー
石塚英彦を隊長に「アサデス。」のレポーターが九州のグルメを探し求める企画。会場では九州の食材を使ったサンドイッチやデザートが販売された。
- mihimaru GT LIVE
番組テーマ曲「楽園」（アルバム「mihimagic」に収録）を歌う、mihimaru GTが会場で生ライブ
- おすぎ＆コージ 危ないシネマトーク
- 知られざる自然の宝庫 斉藤ふみハワイの旅
- おすぎ初体験!南阿蘇感動ツアー
- グランドフィナーレ

### 第11回(2007年)
放送日時：8月4日(土) 9:30〜16:30

キャナルシティ博多からの全面公開生放送。
- ドォーモ夏祭り（キャナルシティ博多）
- AKB48 LIVE
番組テーマ曲「未来の果実」を歌う、AKB48が会場で生ライブ
- 九州食鮮隊グルメンジャー
石塚英彦を隊長に「アサデス。」のレポーターが九州のグルメを探し求める企画。
- 西田たかのり7時間耐久ハイブリッド人力チャリ
- アサデス。シリーズ企画「玄界灘」
- 「水とおすぎと緑とコパ」in鹿児島
- 驚異の特殊映像でみるミクロの自然

### 第12回(2008年)
キャナルシティ博多からの全面公開生放送。

### 第13回(2009年)
放送日時：8月1日(土) 9:30〜17:30

キャナルシティ博多からの全面公開生放送。
西野カナLIVE

### 第14回(2010年)
放送日時：8月7日(土) 8:54〜17:30

キャナルシティ博多からの全面公開生放送。
- ドォーモ フリーマーケット（筥崎宮）
- 西野カナ ミニLIVE
番組テーマ曲「このままで」を歌う、西野カナが会場で生ライブ
- ナチュマルシェ（キャナルシティ博多）
古き良き道具やエコグッズを展示、販売。
- 西田たかのり 4つの海をまたにかける男
ハイブリットチャリ3号で前日6日に有明海(柳川市)スタート〜周防灘(行橋市)初日ゴール。
番組放送当日、周防灘(行橋市)スタート〜響灘(北九州市・若松区)〜玄界灘(福津市)〜キャナルシティ博多ゴール。
- 「爆笑ふるさとツアーズ」（石塚英彦・パンクブーブー）
- 「しあわせ野菜プロジェクト」
- 「絶景HUNTER」
- 「水と緑の写真大賞2010」

### 第15回(2011年)
放送日時：8月6日(土) 8:54〜17:30

キャナルシティ博多からの全面公開生放送。
- ドォーモ フリーマーケットin久留米（久留米市：百年公園）
- Alice ミニLIVE
番組テーマ曲「笑顔でいられるように」を歌う、Aliceが会場で生ライブ
- エココロ市（キャナルシティ博多）
九州・山口の懐かしいおやつ、エコグッズの販売
- おすぎのチャリティートークショー
- 西田たかのり 筑後川をさかのぼる男
ソーラーボートで筑後川河口(佐賀市)スタート〜筑後川源流(熊本県小国)をめざす
- ソラタビ〜見たことのない福岡を見てみよう〜
モーターパラグライダーで福岡県内を鳥目線で撮影。東日本大震災の被災地の映像も放送。
- 新・夏麺プロジェクト（キャナルシティ博多5Fラーメンスタジアム）
- 東日本大震災報道企画「希望の薪」「南の島からの千羽鶴」「気仙沼のカキ漁師 復興への植樹」

## 関連番組
- 毎年4月29日のキャンペーン初日、およびキャンペーン終了後(10〜11月)には、その年のPRおよびキャンペーン報告などを行う「水と緑の物語」特別番組が制作・放送された他、8月の上記特別番組に向けての展開を、レギュラー番組で随時紹介した。なお、2006年はPR番組「しばたの本気」が毎週土曜日に放送された。
- 2006年の10周年では、事前番組として上記の「しばたの本気」に加え、これまでのVTR企画を再編集した「水と緑アーカイブス」が7月中旬から8月上旬にかけて放送された。
  - 武内裕之の遠賀川大紀行 (1997年)
  - 岡本啓・北海道に幻のナキウサギを追う (2004年)
  - 斉藤ふみと岡本啓のPEACE (2002年)
  - スター高橋・野生の照明 (1998年）
  - NATURAL SOUND BEANS 〜音源マメ〜 (2001年)
  - 斉藤ふみ・最北の旅 (2005年）
  - 斉藤ふみのガンジス大紀行 (2000年)
- 8月の上記特別番組の日にKBCラジオでも特別番組を公開生放送が行なわれている。